# Metropolitanato de Montenegro y el Litoral
El Metropolitanato de Montenegro y el Litoral (en serbio: Митрополија црногорско-приморска) es la eparquía (diócesis) más grande de la Iglesia Ortodoxa Serbia en el Montenegro moderno. Fundada en 1219 por San Sava, como Eparquía de Zeta, continuó existiendo, sin interrupción hasta la actualidad, y siguió siendo una de las diócesis más destacadas de la Iglesia Ortodoxa Serbia. El actual obispo metropolitano (administrador) es Joanikije. Su título oficial es el de "Arzobispo de Cetiña y Metropolitano de Montenegro y el Litoral" (en serbio: Архиепископ цетиjskiски и митрополит црногорско-приморски).

## Historia

### Eparquía de Zeta (1219-1346)

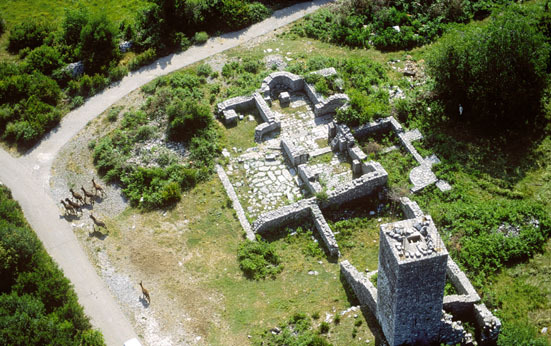
Restos del monasterio de Prečista Krajinska.

La eparquía de Zeta fue fundada en 1219 por Sava de la dinastía Nemanjić, el primer arzobispo de la Iglesia Ortodoxa Serbia autocéfala. Después de recibir la autocefalia del Patriarcado Ecuménico de Constantinopla y la confirmación del emperador bizantino, el arzobispo Sava organizó el área bajo su jurisdicción eclesiástica en nueve obispados. Uno de ellos fue el Obispado de Zeta, que alcanzaba la mitad sur de la moderna Montenegro y la parte norte de la actual Albania. La sede de los obispos de Zeta era el Monasterio de San Miguel Arcángel en la isla Prevlaka (cerca de la actual Tivat). El primer obispo de Zeta fue Ilarion, discípulo de San Sava (fl. 1219).
Tras la proclamación del Patriarcado de Peć en 1346, el obispado de Zeta era, de todas las eparquías existentes la que se elevó al rango honorario de metropolitanato, por decisión del consejo estatal-eclesiástico, celebrado en Skopie y presidido por el emperador de los serbios Stefan Dušan.

### Metropolitanato de Zeta (1346-1496)

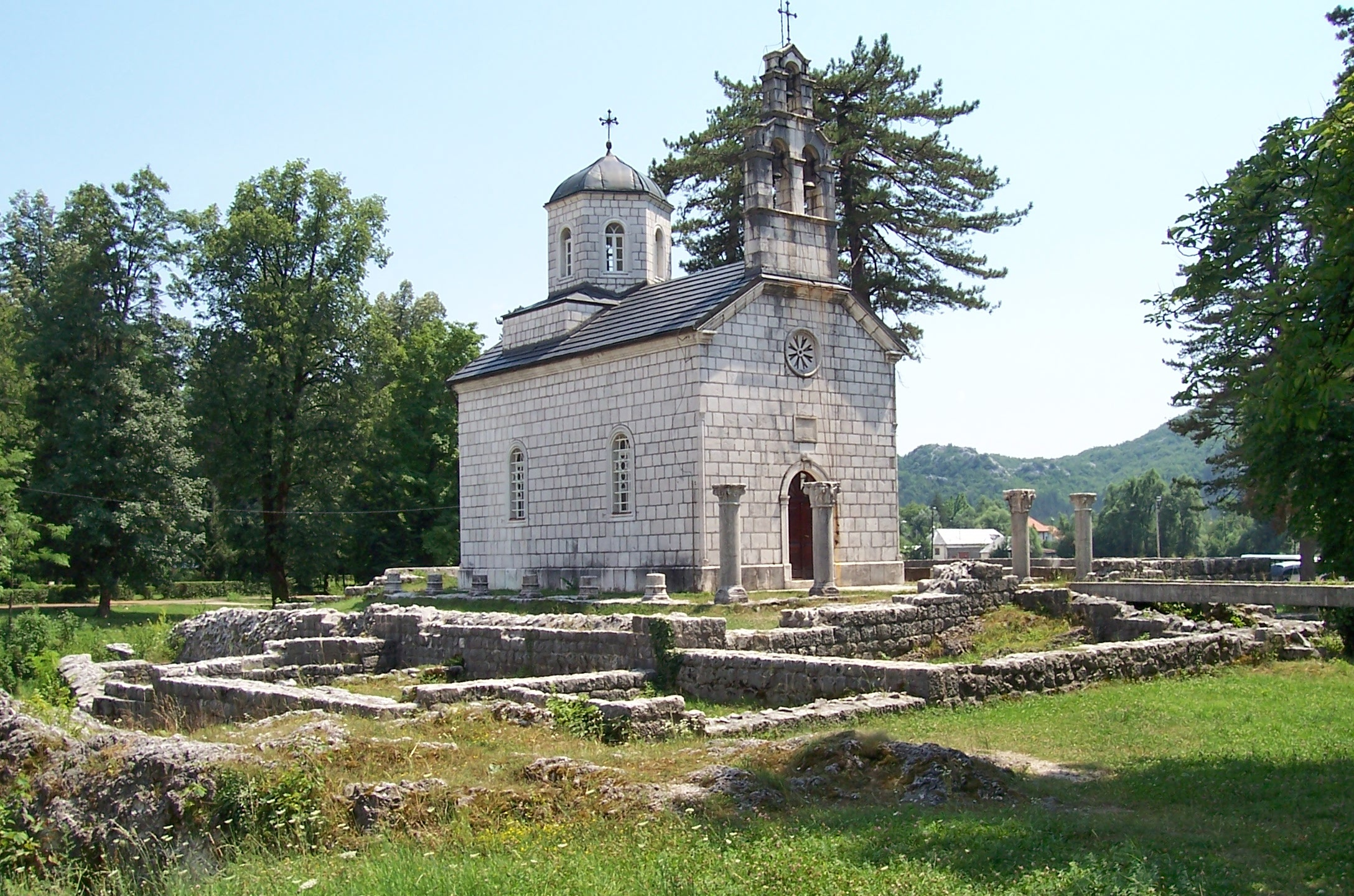
Restos del Monasterio de Cetiña cerca de la nueva "Iglesia de la corte" en Cetiña.

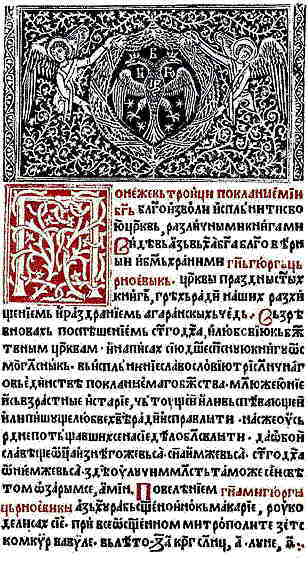
El Octoechos de Cetiña, primer libro impreso entre los eslavos del sur (1494).

Después de la disolución del Imperio serbio (1371), la región de Zeta fue gobernada por la Casa de los Balšići, y en 1421 se integró en el Despotado de Serbia. Durante ese período, la República de Venecia conquistó gradualmente las regiones costeras de Zeta, incluidas las ciudades de Kotor, Budva y las zonas de Bar y Ulcinj.
El Metropolitano de Zeta fue afectado directamente por el avance veneciano. En 1452, los venecianos destruyeron el monasterio catedral en Prevlaka, con el fin de facilitar sus planes para la conversión gradual de los cristianos ortodoxos de estas zonas de la costa a la fe católica. Después, la sede del Metropolitanato se movió varias veces, al Monasterio de San Marcos en Budva, al Monasterio de Prečista Krajinska, al Monasterio de San Nicolás en Vranjina (Lago Skadar) y al Monasterio de San Nicolás en Obod (Rijeka Crnojevića). Finalmente, se trasladó a Cetiña, en la región del Antiguo Montenegro, donde el Príncipe Ivan Crnojević de Zeta construyó el Monasterio de Cetiña en 1484.
Desde finales del siglo XV, las regiones montañosas de Zeta se conocieron como Crna Gora (en serbio: Црна Гора), que significa la Montaña Negra, de donde proviene Montenegro. En 1493, el hijo y sucesor del príncipe Iván (Ivan), el príncipe Đurađ Crnojević (1490-1496), abrió una imprenta en Cetiña, dirigida por Hieromonk Makarije, que produjo el primer libro impreso entre los eslavos del sur. Era el Octoechos de Cetiña, una traducción serbio-eslava del original griego de un libro litúrgico que todavía es utilizado hoy día en el ciclo diario litúrgico de la Iglesia ortodoxa. En 1496, toda Zeta, incluida Montenegro, cayó en manos de los turcos, pero el Metropolitanato sobrevivió.

### Eparquía de Cetiña en los siglosXVIyXVII
Después de 1496, la Eparquía de Cetiña (en serbio:Cetinjska eparchija), así como otras eparquías de la Iglesia Ortodoxa Serbia, continuaron existiendo bajo el nuevo dominio otomano. Tenía jurisdicción diocesana sobre la Vieja Zeta, conocido ahora como Antiguo Montenegro y mantenía su sede en Cetiña. Tenía influencia espiritual sobre el territorio entre  Bjelopavlići y Podgorica hasta el río Bojana. La eparquía también incluía algunas partes de Herzegovina, desde Grahovo hasta Čevo. De 1557 a 1766, la eparquía estuvo bajo la constante jurisdicción del Patriarcado de Peć.
Durante los siglos XVI y XVII, los obispos y los jefes cristianos locales lideraron la resistencia armada contra los otomanos, en varias ocasiones, con cierto éxito. Aunque los otomanos gobernaron nominalmente el Sanjak de Montenegro, las montañas montenegrinas nunca fueron completamente conquistadas. Los obispos y líderes locales a menudo se aliaron con la República de Venecia. A principios del siglo XVII, los montenegrinos lucharon y ganaron dos importantes batallas en Lješkopolje (1603 y 1613), bajo el liderazgo y mando del metropolitano Rufim Njeguš. Esta fue la primera vez que el metropolitano lideró y derrotó a los otomanos.

### Metropolitanato de Cetiña bajo los Petrović-Njegoš

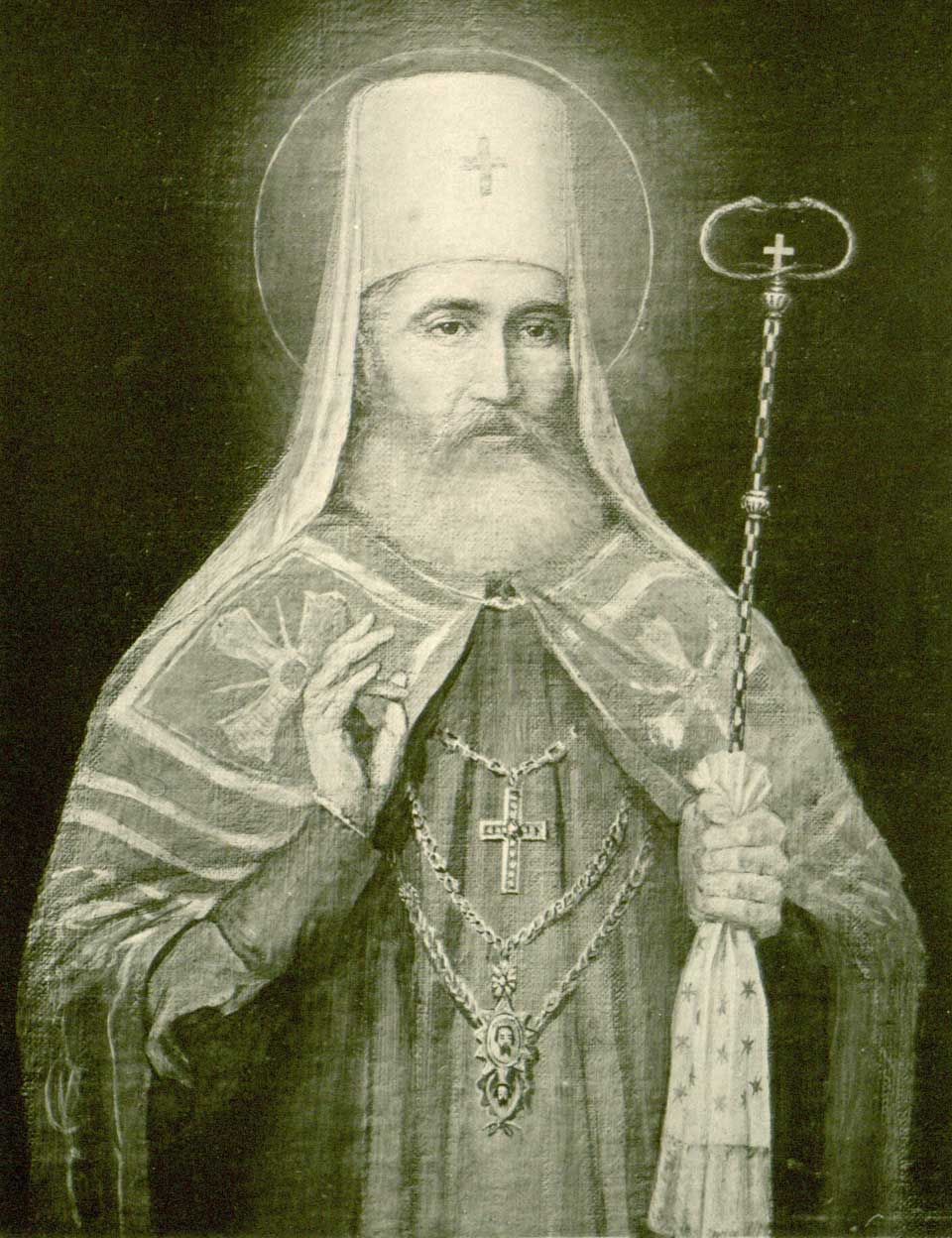
Metropolitano Pedro I, canonizado como San Pedro de Cetiña.

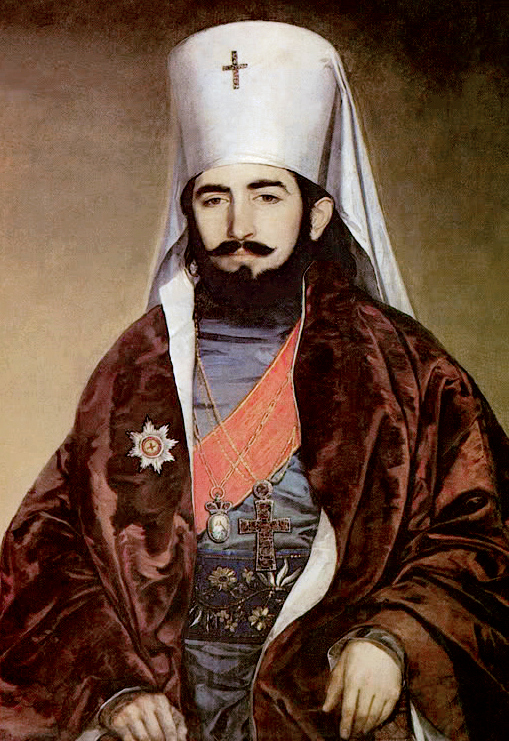
Metropolitano Petar II Petrović-Njegoš (1830–1851).

Todo el territorio del Metropolitanato fue severamente afectado durante la guerra de Morea, y en 1692 el antiguo Monasterio de Cetiña fue devastado. En 1697, fue elegido el nuevo metropolitano Danilo Petrović-Njegoš, el primero de entre varios miembros importantes de la familia Petrović-Njegoš, que ocuparían el mismo cargo sucesivamente hasta 1851. El metropolitano Danilo (1697-1735) fue muy respetado, no solo como líder espiritual, sino también como líder del pueblo. Mantuvo en sus manos tanto el poder espiritual como el secular, estableciendo así una forma de "jerocracia". Se convirtió en el primer príncipe-obispo del Antiguo Montenegro y continuó oponiéndose al Imperio otomano, manteniendo sus lazos tradicionales con la República de Venecia. También estableció vínculos directos con el Imperio ruso, buscando y recibiendo ayuda financiera y protección política.
Sus sucesores continuaron con la misma política. Los metropolitanos Sava II Petrović-Njegoš (1735-1750, 1766-1781) y Vasilije Petrović-Njegoš (1750-1766) tuvieron que hacer equilibrios políticos entre otomanos, venecianos y rusos. Durante ese tiempo, los metropolitanos de Cetiña continuaron siendo ordenados por los patriarcas serbios de Peć (hasta 1766), y posteriormente por los metropolitanos serbios de Karlovci en la monarquía de los Habsburgo (hasta 1830). Después de un breve mandato de Arsenije Plamenac (1781-1784), el metropolitano Petar I Petrović-Njegoš (1784-1830) introdujo nuevas políticas, iniciando el proceso de unificación entre el Antiguo Montenegro y la región de Brda. El proceso fue completado por su sucesor Petar II Petrović-Njegoš (1830-1851), que recibió la consagración del Santo Sínodo ruso en 1833, estableciendo una práctica que duró hasta 1885. Como reformador de la administración estatal, Petar II hizo los preparativos para la separación del poder espiritual y secular, y tras su muerte se implantó dicha separación. Así, sus sucesores fueron el príncipe Danilo Petrović-Njegoš como gobernante secular y el metropolitano Nikanor Ivanović como líder espiritual y nuevo metropolitano de Montenegro.

### Una eparquía principal en Montenegro (1852–1918)

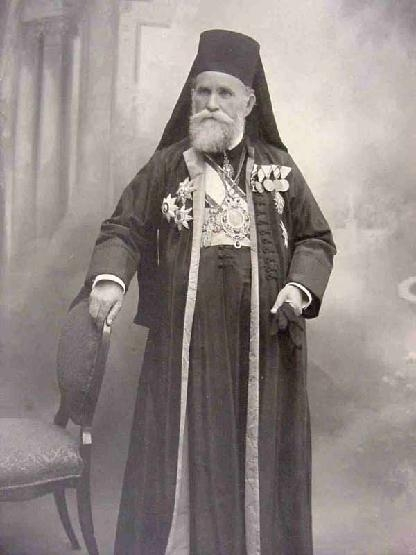
Metropolitano Mitrofan Ban (1884–1920).

La eparquía se reorganizó durante el reinado del príncipe Danilo I (1852-1860), primer gobernante secular del recientemente proclamado Principado de Montenegro. Se separaron los cargos de príncipe gobernante y metropolitano, y se modernizó la administración diocesana. El primer metropolitano elegido como líder de la iglesia fue Nikanor Ivanović en 1858, que fue depuesto y exiliado en 1860 por el nuevo príncipe Nikola (1860-1918), quien estableció un firme control estatal sobre la administración de la iglesia. Durante su largo reinado, los metropolitanos Ilarion Roganović (desde 1863) y Visarion Ljubiša (desde 1882) emprendieron algunas reformas importantes en la administración de la iglesia. 
En 1878, el principado de Montenegro fue reconocido como un estado independiente, y también fue ampliado mediante la anexión de la Antigua Herzegovina y algunas otras regiones. Hasta ese momento, los cristianos ortodoxos de la Antigua Herzegovina estaban bajo el Metropolitanato de Herzegovina, con sede en Mostar, todavía bajo dominio otomano. Como esa afiliación diocesana ya no se podía mantener, y tampoco para las regiones recién anexionadas, se creó un nuevo obispado, la eparquía de Zahumlje y la de Raška, con sede en Nikšić. Desde entonces, hubo dos eparquías en Montenegro: el antiguo Metropolitanato, todavía centrado en Cetiña, y la recién creada eparquía de Zahumlje y Raška, centrada en Nikšić. No se creó ninguna provincia eclesiástica con sistemas de gobierno eclesiástico conjuntos hasta 1904, bajo el metropolitano Mitrofan Ban (1884-1920), cuando se estableció un Santo Sínodo, formado por dos obispos, pero debido a la larga duración de la vacante en Nikšić , no empezó a funcionar hasta 1908.